# 熊本県道58号宇土不知火線
熊本県道58号宇土不知火線（くまもとけんどう58ごう うとしらぬいせん）は、熊本県宇土市から宇城市に至る県道（主要地方道）である。

## 概要
宇土半島を南北に縦断する。ほぼ全線で自動車のすれ違いが困難な道幅の狭い区間が多い。

### 路線データ
- 起点：熊本県宇土市住吉町（住吉駅前交差点、国道57号交点）
- 終点：熊本県宇城市不知火町松合（国道266号交点）

## 歴史
- 1960年（昭和35年） - 熊本県道118号不知火笠岩線が路線認定される。
- 1967年（昭和42年） - 1972年（昭和47年）頃 - 整理番号が183に変更される。
- 1993年（平成5年）5月11日 - 建設省から、県道不知火笠岩線が宇土不知火線として主要地方道に指定される[1]。
- 1994年（平成6年） - 前年の主要地方道指定に伴い、熊本県道183号不知火笠岩線が熊本県道58号宇土不知火線に変更される。

## 地理

### 通過する自治体
- 宇土市
- 宇城市

### 交差する道路
| 交差する道路 | 市町村名 | 交差する場所 | 交差する場所          |
| ------------ | -------- | ------------ | --------------------- |
| 国道57号     | 宇土市   | 住吉町       | 住吉駅前交差点 / 起点 |
| 国道266号    | 宇城市   | 不知火町松合 | 終点                  |

### 交差する鉄道
- 三角線

### 沿線
- 有明海
- JR九州三角線 住吉駅
- 宇土市立網津小学校
- 宇土市役所 網津支所
- 宇城市役所 松合出張所
- 八代海